# Jerrold Nadler
Pour les articles homonymes, voir Nadler.
Jerrold Lewis Nadler, dit Jerry Nadler, né le 13 juin 1947 à Brooklyn (New York), est un homme politique américain, membre du Parti démocrate et élu de l'État de New York à la Chambre des représentants des États-Unis depuis 1992.

## Biographie
Jerrold Nadler est issu d'une famille juive et étudie au sein d'une yechiva.
Il est élu à l'Assemblée de l'État de New York de 1977 à 1992. En 1985, il se présente sans succès à la présidence de l'arrondissement new-yorkais de Manhattan.
En 1992, Nadler est candidat à la Chambre des représentants des États-Unis. Rassemblant 81,2 % des voix, il est élu pour terminer le mandat de Theodore S. Weiss (en), décédé, et pour le mandat suivant. Dans une circonscription de l'ouest de Manhattan, il est par la suite réélu tous les deux ans avec un score toujours supérieur à 70 % des suffrages. L'un des principaux défenseurs de Bill Clinton lors des procédures d'impeachment de 1998, Nadler prend la présidence de la commission judiciaire de la Chambre des représentants après la victoire des démocrates aux élections de novembre 2018 et devint l'un des principaux accusateurs avec Adam Schiff pour la destitution de Donald Trump en 2019-2020.

## Historique électoral

### Chambre des représentants
| Année | Jerrold Nadler | Rép    | CPNY (en) | Vert  | Lib   | Ind   | Autres |
| ----- | -------------- | ------ | --------- | ----- | ----- | ----- | ------ |
| Année |                |        |           |       |       |       |        |
| 1992  | 81,2 %         | 15,0 % | 3,0 %     | —     | —     | —     | 0,7 %  |
| 1994  | 82,0 %         | 15,8 % | 2,2 %     | —     | —     | —     | —      |
| 1996  | 82,3 %         | 16,2 % | 1,5 %     | —     | —     | —     | —      |
| 1998  | 86,0 %         | 14,0 % | —         | —     | —     | —     | —      |
| 2000  | 81,2 %         | 14,6 % | 1,0 %     | 2,6 % | —     | 0,6 % | —      |
| 2002  | 76,1 %         | 18,5 % | 3,2 %     | 1,8 % | 0,5 % | —     | —      |
| 2004  | 80,5 %         | 19,5 % | —         | —     | —     | —     | —      |
| 2006  | 85,0 %         | 13,6 % | 1,3 %     | —     | —     | —     | —      |
| 2008  | 80,5 %         | 19,5 % | —         | —     | —     | —     | —      |
| 2010  | 73,4 %         | 26,5 % | —         | —     | —     | —     | —      |
| 2012  | 80,8 %         | 19,2 % | —         | —     | —     | —     | —      |
| 2014  | 87,4 %         | —      | 11,8 %    | —     | —     | —     | 0,5 %  |
| 2016  | 77,5 %         | 22,5 % | —         | —     | —     | —     | —      |
| 2018  | 82,1 %         | 16,0 % | —         | —     | —     | —     | —      |
| 2020  | 74,6 %         | 24,1 % | —         | —     | 1,2 % | —     | —      |
| 2022  | 81,6 %         | 18 %   | —         | —     | —     | —     | 0,5 %  |
| 2024  | 80,5 %         | 19,5 % | —         | —     | —     | —     | —      |